# Café Métropole (film)
Pour les articles homonymes, voir Café Métropole.
Pour plus de détails, voir Fiche technique et Distribution.
Café Métropole (Cafe Metropole) est un film américain réalisé par Edward H. Griffith, sorti en 1937.

## Synopsis
A Paris un jeune américain éméché flambe ses derniers dollars au jeu.
Ne pouvant honorer sa dette, il est menacé de prison, mais Monsieur Victor, le directeur du Café Métropole et son créancier, lui propose de jouer en échange pour lui un étonnant rôle auprès d'un magnat de sa clientèle, curieux de célébrités et d'inattendus : passer pour un prince russe en exil et séduire la fille du millionnaire.

## Fiche technique
- Titre original : Café Metropole
- Titre français : Café Métropole
- Réalisation : Edward H. Griffith
- Scénario : Jacques Deval d'après une histoire de Gregory Ratoff
- Direction artistique : Duncan Cramer (en) et Hans Peters
- Décors : Thomas Little
- Costumes : Royer et Sam Benson
- Photographie : Lucien N. Andriot
- Montage : Irene Morra
- Musique : David Buttolph et Cyril J. Mockridge (non crédités)
- Production : Nunnally Johnson (associé)
- Société de production  : Twentieth Century Fox
- Société de  distribution  : Twentieth Century Fox
- Pays d'origine : États-Unis
- Genre : Comédie romantique
- Langue : anglais
- Format : Noir et blanc - 35 mm - 1,37:1 - Son mono (Western Electric Mirrophonic Recording)
- Durée : 83 minutes
- Dates de sortie : 
  - États-Unis : 7 mai 1937
  - France : 17 juillet 1937

## Distribution
- Loretta Young : Laura Ridgeway
- Tyrone Power : Alexis
- Adolphe Menjou : Victor Lobard
- Gregory Ratoff : Paul
- Charles Winninger : Joseph Ridgeway
- Helen Westley : Margaret Ridgeway
- Christian Rub : Maxl Schinner
- Ferdinand Gottschalk : Léon Monnet
- Georges Renavent : Charles
- Leonid Kinskey : Artiste
- Hal K. Dawson (en) : Arthur Cleveland Thorndyke
- Paul Porcasi : le fonctionnaire de police
- André Cheron : le croupier
- George Beranger : l'employé de bureau

Acteurs non crédités
- Albert Conti : un gendarme à la prison
- Marcelle Corday : une secrétaire
- George Davis : un gendarme devant le café
- Jean De Briac : le premier gendarme dans le train
- Armand Kaliz : le directeur de l'hôtel
- Rolfe Sedan : le vendeur de fleurs
- Michael Visaroff : le premier caissier